# 홍정희
홍정희(洪禎禧, 1934년 ~ 1997년)은 대한민국의 무용가이다. 발레 전문이다.
전라남도 목포 출신으로, 이화여자대학교 체육과에서 무용을 전공하고 동 대학원을 졸업하였다. 1969년 제1회 홍정희 무용발표회를 가짐으로써 본격적인 활약을 시작하였다.
고전 발레를 우리나라 무용에 알맞게 도입시키는 창작법을 연구했다. 주요작품으로 〈조용한 대답〉, 〈코리아 환상곡〉 등이 있다.